# Lusigny-sur-Ouche
Lusigny-sur-Ouche ist eine französische Gemeinde mit 116 Einwohnern (Stand 1. Januar 2022) im Département Côte-d’Or in der Region Bourgogne-Franche-Comté. Sie gehört zum Arrondissement Beaune und zum Kanton Arnay-le-Duc.

## Geografie
Die Ouche fließt von Échenon kommend über Lusigny-sur-Ouche.
Die ehemalige Route nationale 470 tangiert Lusigny-sur-Ouche.
Nachbargemeinden sind Vic-des-Prés im Nordwesten, Bligny-sur-Ouche im Norden, Bessey-en-Chaume und Mavilly-Mandelot im Osten, Montceau-et-Écharnant im Süden und Écutigny im Westen.

## Bevölkerungsentwicklung
| Jahr                       | 1962 | 1968 | 1975 | 1982 | 1990 | 1999 | 2008 | 2015 |
| -------------------------- | ---- | ---- | ---- | ---- | ---- | ---- | ---- | ---- |
| Einwohner                  | 123  | 120  | 101  | 94   | 93   | 74   | 89   | 107  |
| Quellen: Cassini und INSEE |      |      |      |      |      |      |      |      |

## Persönlichkeiten
- Louis Legrand (1711–1780), Theologe